# محاربو الجريمة في المملكة المتحدة
محاربو الجريمة هي منظمة مستقلة غير ربحية لمكافحة الجريمة في المملكة المتحدة. تملك رقم الهاتف 0800 555 111 ما يسمح للناس بالاتصال دون التصريح عن هويتهم للإدلاء بمعلومات عن الجرائم. يمكن للأشخاص أيضًا تقديم معلومات عبر الإنترنت على موقع المنظمة دون التصريح عن هويتهم. لا يُطلب من المتصلين إعطاء اسمهم أو أي معلومات شخصية. يوجد لدى محاربو الجريمة الآن أكثر من 100 موظف ونحو 350 متطوعًا ويبلغ دخلها أكثر من 4.5 مليون جنيه إسترليني سنويًا.

## أخطر المطلوبين
أطلق محاربو الجريمة قسم أخطر المطلوبين على موقعها على الإنترنت في نوفمبر عام 2005، إذ يمكن لأفراد المجتمع الاطلاع على صور الأشخاص المطلوبين حاليًا من قبل وكالات تطبيق القانون في المملكة المتحدة.
موقع أخطر المطلوبين هو المنتدى الوحيد عبر الإنترنت في المملكة المتحدة، الذي يمكن العثور من خلاله على الأفراد المطلوبين من قبل الشرطة وغيرها من هيئات تطبيق القانون، مثل وكالة الجرائم الوطنية وشرطة الحدود البريطانية، إذ تُنقل المعلومات عن المجرمين دون الكشف عن هوية الأشخاص.
أُطلق معرض صور للمطلوبين مجهولي الهوية كجزء من موقع أخطر المطلوبين في فبراير عام 2014ـ إذ يتيح للسلطات وضع صور الأفراد الذين يريدون معرفة أسمائهم (غالبًا صور مأخوذة بطرق إلكترونية أو من كاميرات المراقبة). ويتيح الموقع إمكانية البحث في المعرض حسب نوع الجريمة وموقعها، يسهل ذلك على الجمهور وضع الأسماء على هذه الوجوه دون الحاجة إلى الكشف عن هويتهم.

## الحملات
يقيم محاربو الجريمة عددًا كبيرًا من الحملات كل عام لتثقيف العامة حول أنواع الجرائم المختلفة وكيفية الإدلاء بالمعلومات. أمثلة على ذلك:

### حملة زراعة القنب (الحك والشم)
وزعت قوات محاربة الجريمة وقوات الشرطة ابتداءً من عام 2013 بطاقات (الحك والشم) على الجمهور في جميع أنحاء البلاد، لتثقيفهم واطلاعهم على العلامات التي يجب ملاحظتها ورائحة القنب عند نموه. أُطلقت الحملة لاستهداف زراعة العصابات، لذا بحثت 17 من قوات الشرطة في المناطق الساخنة في جميع أنحاء إنجلترا وويلز. ساهمت المعلومات التي نقلت إلى محاربي الجريمة حول زراعة القنّب في اكتشاف مزارع القنب الجديدة وإجراء عدد من الاعتقالات.

### الاحتيال
تُظهر إحصاءات الجرائم ارتفاعًا كبيرًا في عمليات الاحتيال المبلغ عنها، وخاصة حوادث سرقة الهوية والاحتيال عبر الإنترنت التي تكلف الاقتصاد البريطاني 63 مليون جنيه إسترليني سنويًا. أنشأت منظمة محاربو الجريمة موقع (لعبة الاحتيال) على شبكة الإنترنت للمساعدة في معالجة هذه الجرائم، إذ يتضمن استطلاعًا ومعلومات عن مجموعة متنوعة من عمليات الاحتيال، بما في ذلك الاحتيال العاطفي والاحتيال في التسوق عبر الإنترنت. يحدد الاستطلاع أنواع الاحتيال التي قد يتعرض لها أفراد المجتمع من خلال سلسلة من الأسئلة القصيرة التي تعطي وصفًا مفصلًا عن كيفية الاحتيال عليهم.

### الاتجار بالبشر
يطلب محاربو الجريمة من الجمهور المساعدة في منع ممارسات الاتجار بالبشر عن طريق الإدلاء بأي معلومات متوفرة لديهم بغض النظر عن أهميتها دون الإفصاح عن هويتهم. الاتجار بالبشر هو ثاني أكثر أنواع الجرائم ربحًا في العالم بعد المخدرات، إذ تبلغ قيمة التجارة السنوية بالبشر نحو 32 مليار دولار. يتم التعرف على مئات الرجال والنساء والأطفال كضحايا تهريب العمال في المملكة المتحدة كل عام، ويبقى هذا الرقم في ارتفاع.

## القبض على مجرمي المملكة المتحدة خارج حدودها
تعمل منظمة محاربو الجريمة مع بعض الشركاء مثل وكالة الجرائم الوطنية وشرطة الحدود البريطانية لتعقب المجرمين في المملكة المتحدة والذين يُعتقد أنهم يهربون إلى دول أوروبا.
(عملية الأسر) هي حملة أطلقها محاربو الجريمة وتهدف إلى تعقب مجرمي المملكة المتحدة الهاربين إلى إسبانيا. لطالما كانت إسبانيا ملجأً لمجرمي المملكة المتحدة للاختباء، لكن أوامر القبض الأوروبية التي اصحبت نافذة المفعول في عام 2004 سهلت تسليم المجرمين. تعمل عملية الأسر من خلال نشر أسماء ووجوه المجرمين المطلوبين الذين يُعتقد أنهم في إسبانيا، حتى يتمكن الأشخاص هناك من التعرف عليهم وتقديم معلومات عن مكان وجودهم.
عملت منظمة محاربو الجريمة في مارس عام 2010 مع الوكالة الوطنية للجريمة ومؤسسة (الإبلاغ عن الجريمة بشكل خفي) والشرطة الهولندية لإطلاق عملية العودة. تهدف عملية العودة إلى تعقب ستة مجرمين بريطانيين يُعتقد أنهم فروا في هولندا. تضمنت هذه القائمة بعض أخطر المجرمين في المملكة المتحدة الذين كانوا مطلوبين في جرائم متنوعة مثل تهريب المخدرات، وبيع الأسلحة النارية بشكل غير قانوني، والسرقة، والعنف، والاغتصاب. أطلقت عملية العودة الثانية في أمستردام في يونيو عام 2011، والثالثة في فبراير عام 2014، والرابعة في مارس عام 2016.
استهدفت حملة (برج الميزان) الهاربين المختبئين في جزيرة قبرص. جرى أول اعتقال في غضون 48 ساعة من إطلاق الحملة عندما حُدد موقع رجل مطلوب لجرائم جنسية ضد طفل. وكان من بين الذين قبض عليهم أيضًا واين سميث وجولي سكيلدينغ اللذان كانا مطلوبين بتهمة التسبب في الوفاة من خلال القيادة الخطرة وإعاقة عمل المحكمة.

## حملة عدم الخوف
أطلقت منظمة محاربو الجريمة حملة عدم الخوف الموجهة نحو الشباب من سن 11 إلى 16 عامًا. تهدف الحملة إلى تثقيف الشباب بالمعلومات حول الجرائم التي قد تؤثر عليهم شخصيًا، أو على أصدقائهم، أو أسرهم. وتتضمن خيارًا يمكّن الشباب من نقل معلومات حول الجريمة دون الكشف عن هويتهم من خلال نموذج عبر الإنترنت.

## الأنشطة الإقليمية
يعمل محاربو الجريمة على مستوى القاعدة الشعبية في جميع أنحاء المملكة المتحدة. تعمل الفرق بدعم من شبكة المتطوعين إلى جانب الشرطة المحلية والجمعيات الخيرية الأخرى، وتطلق حملات وفعاليات للمساعدة في جعل المجتمعات أكثر أمانًا.

## المكافآت
يدفع محاربو الجريمة مكافآت للحصول على معلومات تؤدي مباشرة إلى اعتقال المجرمين. يمكن أن يتراوح المبلغ المدفوع بين 50 و1000 جنيه إسترليني حسب خطورة الجريمة وأهمية المعلومات المُقدمة. لا يدفعون مكافآت لاسترداد الممتلكات المسروقة. لا يُفصح عن هوية الفرد من خلال المطالبة بمكافأة، يمكن للفرد عندما إعطاء معلومات إلى منظمة محاربو الجريمة طلب رمز خاص. إذا كان هذا الشخص يريد التحقق فيما إذا كان مؤهلًا للحصول على مكافأة، يُطلب منه الاتصال بالمنظمة مرة أخرى في وقت لاحق وإعطاء الرمز الذي أصدر مسبقًا. يقوم الموظفون بإبلاغ المتصل إن كان مؤهلًا للحصول على مكافأة. وإذا كان الأمر كذلك يمكن للمتصل اختيار فرع للبنك والتاريخ الذي يرغب في تحصيل الأموال فيه. يذهب المتصل بعد ذلك إلى فرع البنك ويزودهم بالرمز ويأخذ المكافأة النقدية.

## التاريخ
أصل المنظمة في الولايات المتحدة الأمريكية ونورفولك
نشأت منظمة محاربو الجريمة في ألبكيركي في الولايات المتحدة الأمريكية عام 1976، عندما قتل شاب بالرصاص خلال عملية سطو في محطة تعبئة وقود، وبعد أن أحرزت المنظمة تقدمًا بسيطًا في العثور على الجاني قررت الشرطة إنشاء خط هاتف للشهود يستطيعون تقديم المعلومات دون الإفصاح عن هويتهم. أجريت بعض الاعتقالات في غضون 72 ساعة، لكن ما أدهش شرطة نيو مكسيكو هو عدد الأشخاص الذين قدموا معلومات عن جرائم أخرى. وبذلك وُلدت فكرة محاربو الجريمة.
تعرف المحقق مايك كول من شرطة نورفولك على هذا الاسلوب بعد ست سنوات في زيارة للشرطة في بيوريا في إلينوي. أعجب بكيفية تقديم المعلومات دون الكشف عن هوية المتصل، وأن المتصلين الذين يقدمون معلومات، أدت إلى القبض على المجرمين، أخذو مكافأة مالية من أموال تبرعت بها شركات محلية.